# Golden Rule Department Store
De Golden Rule Department Store was een warenhuis aan Main Street 201-203 in Lemmon, South Dakota. Het pand, dat dateert uit 1908, staat ook bekend als het J.C. Elliot Building. In 1976 werd het pand op de National Register of Historic Places geplaatst. 
Het pand werd gebouwd door John Patterson, slechts een jaar nadat Lemmon werd opgericht. Het is een gebouw in neoromaanse stijl met twee verdiepingen en vier traveeën. 